# Sint-Bartholomeuskerk (Zevenbergen)
De Heilige Bartholomeuskerk is een rooms-katholieke neoromaanse kruiskerk gelegen aan de Markt in Zevenbergen in Noord-Brabant.
Ze had een voorganger, aan de zuidhaven en wel een waterstaatskerk uit 1836, die in 1976 gesloopt werd.
De bouwperiode van de huidige kerk was van 1929 tot 1930. De architect was Jan Stuyt. De gevels zijn van baksteen met decoratief witwerk onder de dakranden en de portaalomlijstingen. Het heeft rondboogramen en -ingangen. De driebeukige kerk heeft een smal en lager, rechtgesloten koor. De oorspronkelijke toren ging verloren tijdens de Tweede Wereldoorlog. In 1954 werd de huidige toren met uivormige spits voltooid, naar ontwerp van J. Bunnik.